# 271 Penthesilea
A 271 Penthesilea a Naprendszer kisbolygóövében található aszteroida. Viktor Knorre fedezte fel 1887. október 13-án.